# 小行星3750
小行星3750（英語：3750 Ilizarov）是一颗围绕太阳公转的小行星。1982年10月14日，柳德米拉·卡拉季奇在克里米亚发现了此天体。
这颗小行星的绝对星等为200.3217930845651等。